# Всеобщая декларация языковых прав
Всеобщая декларация языковых прав (известна также как «Барселонская декларация») — документ, принятый Международным ПЕН-клубом и рядом неправительственных организаций в 1996 году в поддержку языковых прав, особенно прав языков, находящихся под угрозой исчезновения. Декларация была принята по завершении Всемирной конференции по языковым правам, состоявшейся 6-9 июня 1996 года в Барселоне. В том же году Декларация была представлена Генеральному директору ЮНЕСКО, но не получила официального одобрения со стороны ЮНЕСКО.

## История

### Предшествующие документы

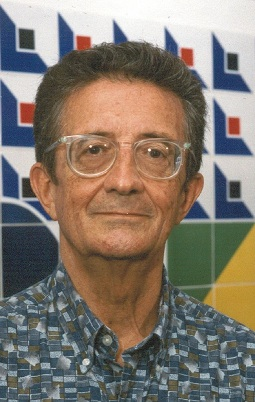
Франсишку Гомеш де Матуш

Хотя во Всеобщей декларации прав человека (ВДПЧ) 1948 года в качестве одного из прав человека упоминается язык, в ней не перечисляются и не уточняются языковые права в явном виде.
Ряд принятых впоследствии международных документов, касающихся прав человека, в той или иной мере затрагивали вопросы прав языков, в частности:
- Декларация о правах лиц, принадлежащих к национальным или этническим, религиозным и языковым меньшинствам
- Конвенция о защите прав человека и основных свобод
- Европейская хартия региональных языков
- Рамочная конвенция о защите национальных меньшинств
- Международный пакт о гражданских и политических правах
- Всеобщая декларация коллективных прав народов.

В то же время не существовало какого-либо обязательного документа, который бы касался защиты всех языков или языковых прав в глобальном масштабе. В связи с этим были предприняты попытки восполнить этот пробел.
Идея Всеобщей декларации языковых прав была впервые высказана в 1984 году на Международной федерации преподавателей современного языка (FIPLV). Её выдвинул профессор Франсишку Гомеш де Матуш, бывший президент Бразильской лингвистической ассоциации, который сформулировал некоторые из основных языковых прав, а также последствия их применения в сфере образования.
Идея декларации получила дальнейшее развитие в 1987 году на 12-й семинаре Международной ассоциации по развитию межкультурной коммуникации, проходивший в Ресифи. Семинар рекомендовал ввести декларацию о языковых правах и принял предварительную декларацию, в которой были перечислены некоторые основные типы языковых прав.

### Разработка текста
В 1980-х годах прошёл ряд рабочих встреч и мероприятий по разработке текста декларации во Франции, Португалии и Германии. К 1990 году FIPLV подготовила рабочий документ, и в августе 1991 года организовала семинар в Пече, Венгрия, с повесткой дня по основополагающим принципам декларации. Декларация также обсуждалась в декабре 1993 года на сессии Комиссии по переводам и лингвистическим правам Международного ПЕН-клуба.
В начале 1994 года была создана рабочая группа для написания официального документа. В её работе приняло участие около 40 экспертов из разных стран и областей, варианты текстов постоянно перерабатывались и пополнялись новыми идеями; было подготовлено 12 предварительных вариантов текста Декларации.

### Принятие

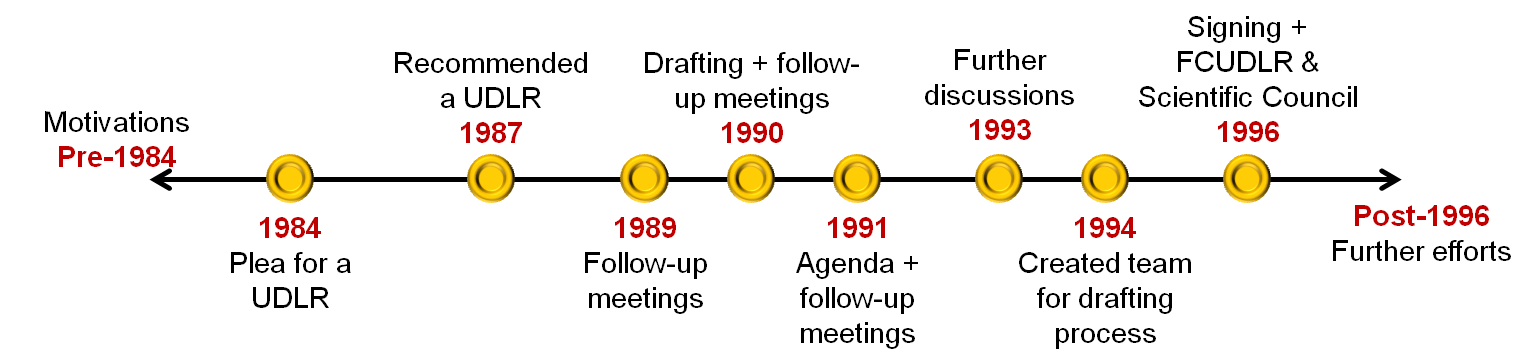
Схема процесса разработки и принятия декларации

Декларация была принята 6 июня 1996 года во время Всемирной конференции по языковым правам в Барселоне, Испания. Конференция была инициирована Комиссией по переводам и лингвистическим правам Международного ПЕН-клуба и CIEMEN (Международный центр этнических и национальных меньшинств Эскарре), в конференции участвовали представители 61 НКО, 41 ПЕН-центра и 40 экспертов. Документ был подписан и направлен представителю Генерального директора ЮНЕСКО, но это не означает, что Декларация получила официальное одобрение ЮНЕСКО.
В том же году Декларация была опубликована на каталанском, английском, французском и испанском языках. Позднее она была переведена также на галисийский, баскский, болгарский, венгерский, русский, португальский, итальянский, сардинский и норвежский (нюнорск).
Несмотря на то, что ЮНЕСКО официально не одобрила Декларацию на своей Генеральной конференции 1996 года, а также в последующие годы, она морально поддерживала Декларацию.
Всемирной конференцией по языковым правам был создан Комитет по последующей деятельности Всеобщей декларации языковых прав (FCUDLR). FCUDLR также представлен в CIEMEN, которая является некоммерческой и неправительственной организацией. Основными целями создания Комитета по последующей деятельности были:
1. заручиться поддержкой, особенно со стороны международных органов, с тем чтобы придать вес Декларации и довести её до ЮНЕСКО;
2. поддерживать контакты с ЮНЕСКО и учитывать позиции стран-членов ЮНЕСКО;
3. распространять информацию о Декларации и создавать сеть её поддержки[5].

Комитет также создал Учёный совет, состоящий из специалистов в области языкового права. Задача Учёного совета состоит в том, чтобы периодически актуализировать Декларацию, собирая предложения от заинтересованных кругов.

## Структура и содержание
Преамбула Декларации содержит шесть причин, обуславливающих необходимость принятия и распространения Декларации.
Чтобы обеспечить ясность применимости в различных языковых средах, в Декларацию был включен предварительный раздел, в котором содержатся определения понятий, используемых в её статьях (статьи 1-6). В первой части Декларации (статьи 7-14) перечислены общие принципы, гарантирующие равные языковые права для языковых сообществ и для отдельных лиц. Вторая часть Декларации посвящена отдельным аспектам распространения языков и состоит из 6 разделов. В разделе 1 (статьи 15-22) рассматривается использование языков, связанных с государственным управлением и государственными органами. Раздел 2 (статьи 23-30) касается языковых прав в сфере образования. В разделе 3 (статьи 31-34) определяются языковые права в отношении имён собственных, а в разделе 4 (статьи 35-40) утверждается право языковых групп на средства массовой информации и новые технологии. Раздел 5 (статьи 41-46) описывает права, связанные с культурными артефактами. Раздел 6 (ст. 47-52) касается прав личности или языковой группы в социально-экономической сфере.
В дополнительных статьях Декларации содержится призыв к органам публичной власти принимать меры, обеспечивающие применение языковых прав, и информировать о них другие соответствующие органы. Также предлагается учредить Совет по языкам в рамках Организации Объединённых Наций, а также создать Всемирную комиссию по языковым правам, которая должна стать неофициальным консультативным советом, состоящим из экспертов неправительственных организаций в области языкового права.

## Реакция в мире
Декларация была воспринята в мире неоднозначно и неоднократно подвергалась критике. Одной из претензий к Декларации было то, что она признаёт все языки равными, в силу чего отвергает такие устоявшиеся термины, как «официальный язык», «региональный язык», «языки меньшинств», и решительно выступает за полное использование всех языков исторических общин.
Другая группа замечаний касалась статей Декларации, относящимся к вопросам образования (статьи 25, 26 и 30). Эти статьи утверждают, что национальная система образования должна полностью поддерживать развитие языков сообществ и других языков, которые изучаются в школах, до уровня беглости и способности использовать его во всех социальных ситуациях. Кроме того, исследования по языку и культуре языковых сообществ должны проводиться на уровне университета. Утверждалось, что «права», изложенные в этих статьях, останутся привилегией лишь влиятельных языковых сообществ. Поскольку Декларация требует от властей применения санкций в случае нарушения провозглашённых прав, высказывались обоснованные опасения, что правительства не сочтут возможным принять этот документ. Правительствам большинства стран (кроме властей таких регионов Испании, как Каталония, Менорка и Страна басков) трудно совместить основополагающие принципы Декларации со своей текущей языковой политикой и практикой. Необходимо соблюдать баланс между языковой политикой правительств и защитой прав людей в различных языковых сообществах. Защита основных прав человека для национальных меньшинств (как, например, вопросов физического выживания) правительствами рассматривается как более приоритетный вопрос по сравнению с языковыми правами. Следовательно, языковые права будут игнорироваться до тех пор, пока не будут должным образом соблюдаться основные права человека. Кроме того, затраты, связанные с введением санкций, являются ещё одной причиной для беспокойства правительств. Основная проблема, однако, заключается в том, что Декларация не имеет обязательной юридической силы, и лица, ответственные за её нарушения, никогда не указываются.
Критику вызвал также тезис о том, что в Декларации предоставляется больше прав «языковым сообществам». Отмечается, что те, кто не подпадает под категорию «языковых сообществ» (понятие, эквивалентное «национальным территориальным меньшинствам») должны будут «ассимилироваться», поскольку право на образование не обязательно означает право на образование на своем родном языке.

## Последующее развитие

### Попытки ратификации
Декларация не была ратифицирована Генеральной Ассамблеей ООН, в отличие от Всеобщей декларации прав человека. Несмотря на опубликование в 1998 году Комитетом по последующей деятельности текста Декларации, который был поддержан письмами от ряда мировых лидеров, ЮНЕСКО не ратифицировала этот документ. 19 апреля 2002 года CIEMEN и Международный ПЕН-клуб созвали саммит во время Всемирного конгресса по языковой политике в Барселоне, где FIPLV предложила изменить Декларацию, чтобы она была принята и реализована. Также были предприняты дальнейшие усилия по усилению поддержки Декларации путём организации конференций в 2003 году.
С 2008 года CIEMEN лоббирует включение языковых прав в повестку дня государств, которые в настоящее время являются членами Совета по правам человека ООН (UNHRC). Несмотря на положительные отзывы на Декларацию, государства-члены UNHRC не пришли к консенсусу по этому вопросу. Мероприятие, организованное в Женеве в 2008 году в рамках 8-й сессии UNHRC под названием «Языковые права в целях укрепления прав человека», было направлено на то, чтобы заручиться поддержкой проекта резолюции по Декларации, которую предполагалось представить на сентябрьской сессии конференции UNHRC. Послы Мексики, Боливии, Чили, Армении и Нигерии в серии интервью высказались в поддержку этой резолюции. В сентябре Консультативному комитету Совета по правам человека ООН было предложено принять меры для включения Декларации во Всеобщую декларацию прав человека.

### Жиронский манифест
Жиронский манифест был разработан отделом переводов и языковых прав Международного ПЕН-клуба в мае 2011 года в ознаменование пятнадцатой годовщины Декларации. Жиронский манифест является обновленной версией Декларации, в которой собраны её основные принципы для дальнейшего развития. В сентябре 2011 года на своём 77-м всемирном конгрессе ПЕН-клуб ратифицировал этот манифест.
Содержание манифеста основывается на 10 основных принципах Декларации. В отличие от сложного полного текста Декларации, манифест изложен в сжатой и доступной форме, предназначенной для «перевода и распространения в качестве инструмента защиты языкового разнообразия во всем мире». Цель манифеста состоит в том, чтобы вновь привлечь внимание мирового сообщества к вопросу языковых прав.
Манифест является шагом к защите и распространению всех языков мира, в том числе тех, которые находятся под угрозой исчезновения. Как отметил президент Международного ПЕН-клуба Джон Ролстон Сол, «[Он] мог бы дать нам чёткий публичный документ, с помощью которого можно защищать и развивать языки с малым числом носителей, а также языки, находящиеся под угрозой исчезновения».
5 марта 2012 года Жиронский манифест и его иноязычные версии были представлены на мероприятии, организованном каталонским ПЕН-центром. Оно прошло во дворце Женералитета Каталонии, Барселона. На сегодняшний день манифест переведен на 32 языка.
Текст Жиронского манифеста:
1. Языковое разнообразие — это всемирное наследие, которое нужно ценить и защищать.
2. Уважение ко всем языкам и культурам имеет основополагающее значение для процесса построения и поддержания диалога и мира во всем мире.
3. Все люди учатся говорить в сердце сообщества, которое дает им жизнь, язык, культуру и самобытность.
4. Разные языки и разные способы речи являются не только средством общения; они также являются средой, в которой растут люди и строятся культуры.
5. Каждое языковое сообщество имеет право на использование своего языка в качестве официального языка на своей территории.
6. Школьное обучение должно способствовать повышению престижа языка, на котором говорит языковое сообщество территории.
7. Желательно, чтобы граждане имели общие знания различных языков, поскольку это способствует эмпатии и интеллектуальной открытости и способствует более глубокому знанию собственного языка.
8. Перевод текстов, особенно великих произведений разных культур, представляет собой очень важный элемент в необходимом процессе более глубокого понимания и уважения среди людей.
9. Средства массовой информации являются привилегированным ретранслятором для обеспечения лингвистического разнообразия и для грамотного и неуклонного повышения его престижа.
10. Право на использование и защиту своего языка должно быть признано Организацией Объединённых Наций в качестве одного из основных прав человека.

### Доностийский протокол
В 2016 году ряд организаций, включающий часть авторов Декларации, принял Доностийский протокол об обеспечении языковых прав. Протокол ссылается на Декларацию как одну из своих основ.

## Сторонники
За время своего существования Декларация получила поддержку многих политических и общественных деятелей, среди которых были Нельсон Мандела, Рональд Харвуд, Омеро Аридхис, Ноам Хомский, Жозе Рамуш-Орта, Далай-лама XIV, Десмонд Туту, Ласло Тёкеш, Рикардо Мария Карлес Гордо, Адольфо Перес Эскивель, Хосе Каррерас, Шеймас Хини, Нгуги Ва Тхионго, Шимон Перес, Джудит Маско, Питер Гэбриэл и Джоан Оро.